# Arisaema candidissimum
Arisaema candidissimum là một loài thực vật có hoa trong họ Ráy (Araceae). Loài này được W.W.Sm. mô tả khoa học đầu tiên năm 1917.

## Hình ảnh

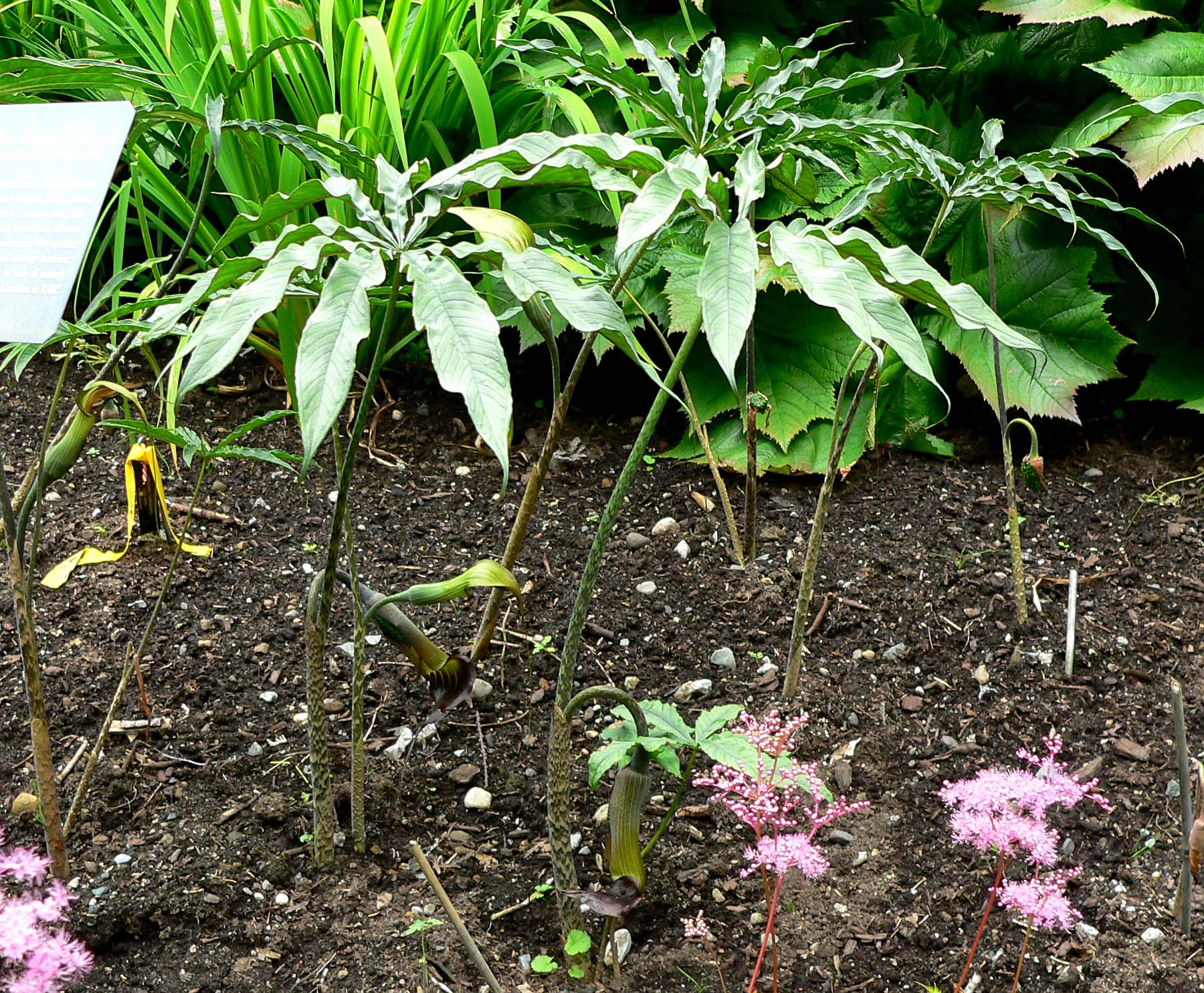
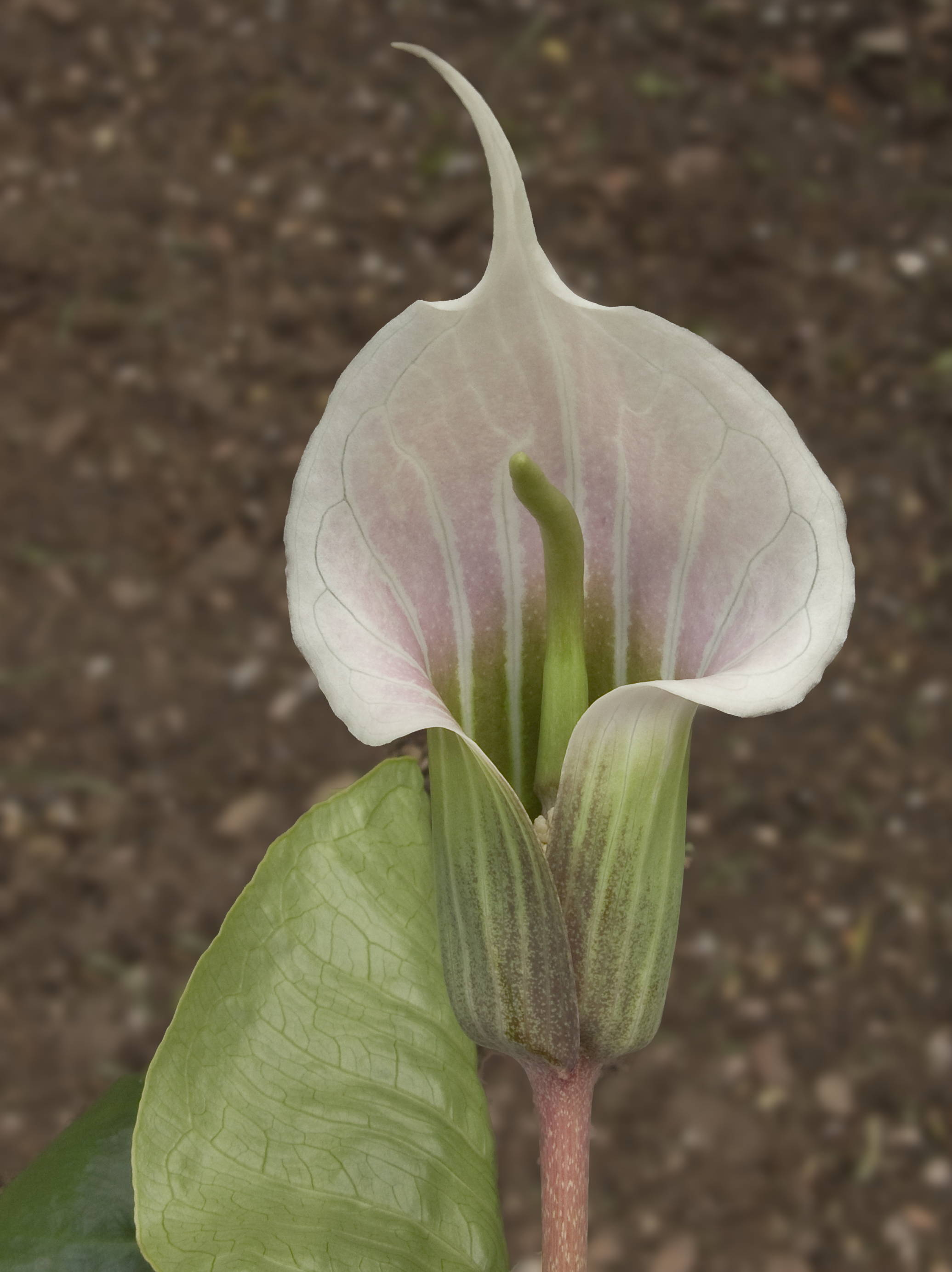
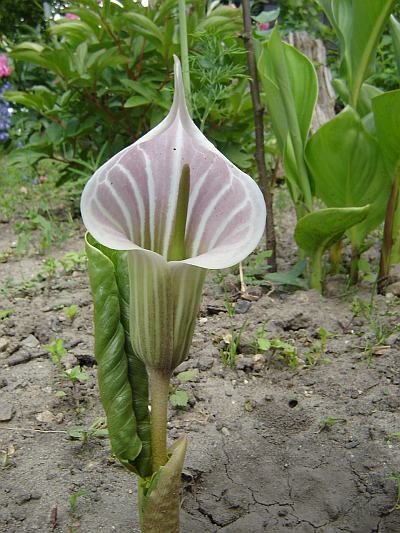